# Ravenfield (videojuego)
Ravenfield es un juego de disparos en primera persona desarrollado por el programador sueco Johan Hassel, bajo el seudónimo SteelRaven7. Fue lanzado el 18 de mayo de 2017 como título de acceso anticipado para Windows, macOS y Linux. Actualmente el videojuego se encuentra aún en fase anticipada y no se espera su lanzamiento próximamente

## Gameplay
El juego incorpora físicas ragdoll, con muchas opciones para brindar a los usuarios la capacidad de controlar la IA, incluido un "plan de batalla" y muchos otros factores del juego, como el conteo de IA. Ravenfield consta de múltiples modos de juego en equipo que giran en torno a la captura de áreas en el mapa y la obtención de puntos al matar a miembros del equipo enemigo. El juego está inspirado en otros juegos de disparos en primera persona multijugador como Battlefield y Call of Duty . La modificación es compatible a través de Steam Workshop, con miembros de la comunidad que diseñan sus propios mapas, armas, vehículos y la historia que los acompaña.
Un segundo modo, titulado Conquista, combina los elementos preexistentes del combate a gran escala con una estrategia por turnos, similar al modo Conquista galáctica que se ve en Star Wars: Battlefront II (videojuego de 2005) . Los niveles del juego están representados por mosaicos en el mapa, y cada mosaico puede albergar hasta tres batallones. El objetivo del modo conquista es capturar la sede del equipo contrario.

## Trama
Si bien Ravenfield no tiene una trama per se, durante el Evento de Halloween de 2019, SteelRaven7 insinuó la posibilidad de una trama subyacente en el juego. Se especula que se revelarán más en futuras actualizaciones del modo de juego Conquista. En julio de 2020, se lanzó una actualización que revisó el modo de juego Spec Ops. También presentó a los primeros personajes con nombre, pertenecientes a dicho modo de juego: El equipo TALON, una unidad de fuerzas especiales de 4 hombres en el ejército Eagle. Más tarde, en diciembre de ese año, se agregaron 2 nuevos personajes: The Advisor, un segundo al mando del personaje del jugador, y EYES, un especialista en reconocimiento que ayuda a TALON con los objetivos de las ubicaciones y a evitar las patrullas enemigas.

## Desarrollo
Ravenfield comenzó como un experimento con muñecos de trapo e IA. La versión beta se lanzó en itch.io el 3 de julio de 2016. El juego se publicó en Steam Greenlight el 1 de febrero de 2017 y se lanzó oficialmente como título de acceso anticipado el 18 de mayo de 2017.
La versión actual de Ravenfield es la Early Access 26, publicada el 29 de abril del 2022; recibiendo una actualización más tarde ese año el 30 de junio.

## Recepción
Christopher Livingston de PC Gamer dijo que el juego tenía errores y pero que era divertido.
El juego cuenta con un puntaje de revisión "Abrumadoramente positivo" en Steam, y un 4.8/5 en itch.io.
Nathan Grayson de Kotaku también criticaba a Ravenfield por sus errores y que "apenas funcional en algunos lugares"; sin embargo, notó su capacidad para admitir una gran cantidad de jugadores controlados por computadora y expresó su fascinación por su buena recepción por parte de los jugadores en Steam. El juego es compatible con Steam Workshop, y los creadores de la comunidad han agregado nuevas armas, vehículos, mapas y funciones que se suman y amplían el juego, que fue bien recibida por los jugadores.